# Athos

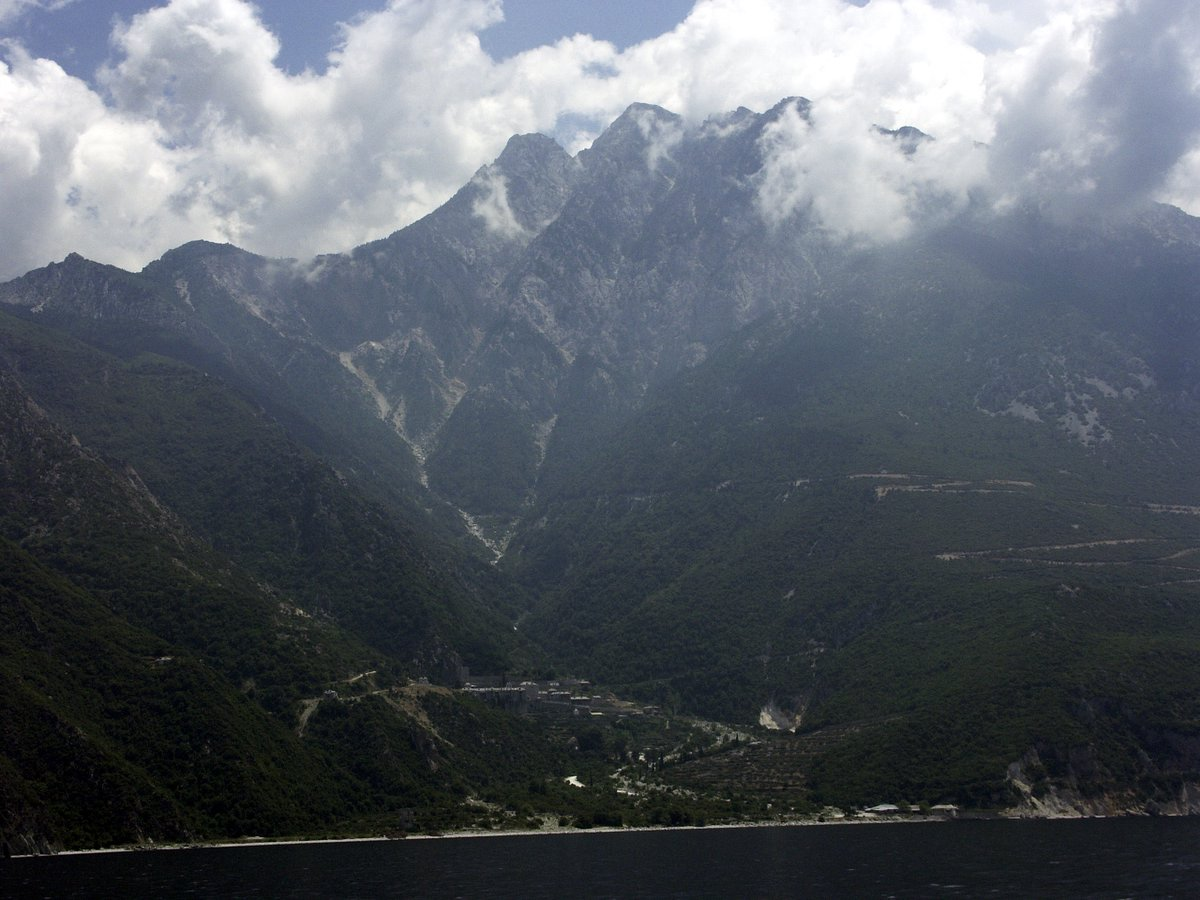
Góra Athos

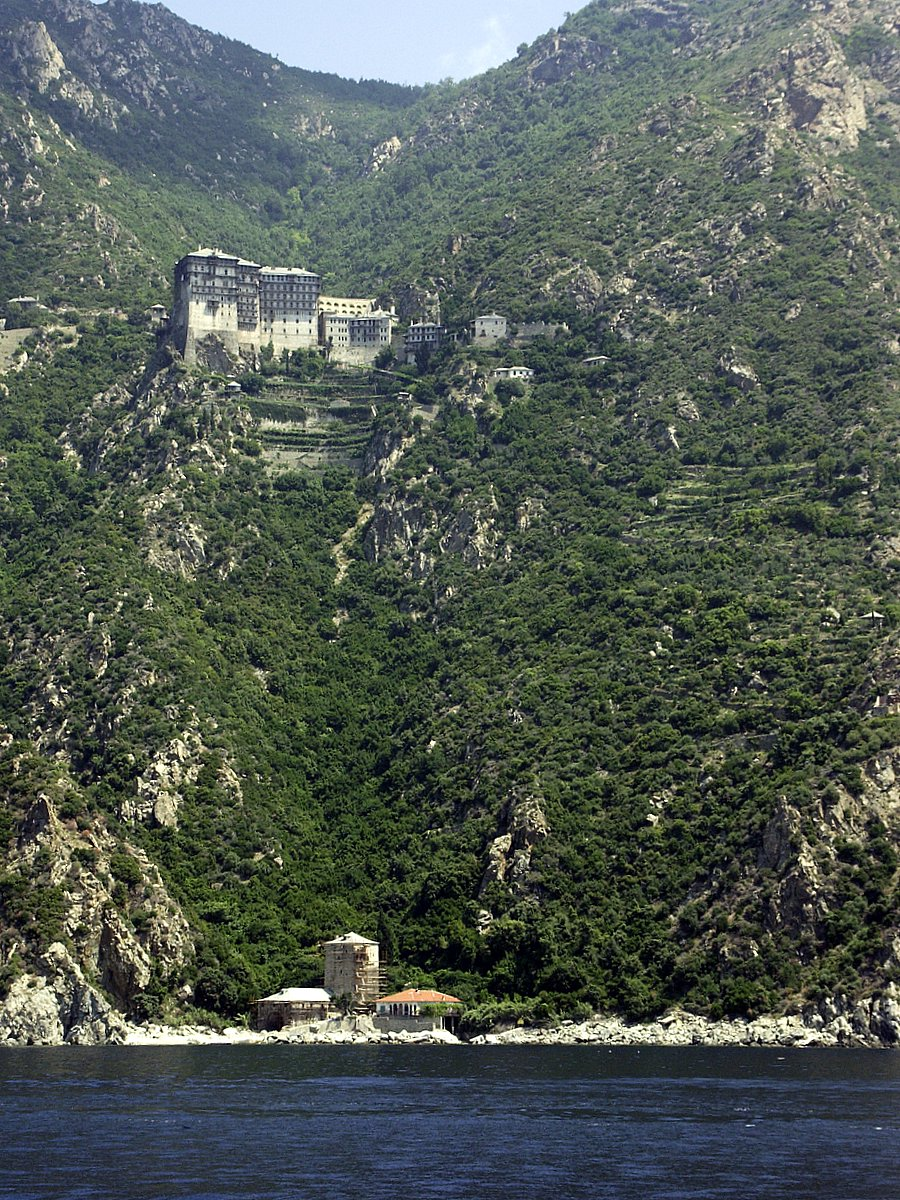
Jeden z klasztorów Athos – Simonos Petra

Athos, także Święta Góra (nowogr. Άγιο Όρος, grec. staroż. Ἅγιον Ὄρος – Agion Oros) – wspólnota mnichów prawosławnych w Grecji, posiadająca status regionu autonomicznego równego jednostkom administracji zdecentralizowanej, z terytorium obejmującym dalszą od nasady część półwyspu Athos wraz z górą Athos. W 2011 r. wspólnota liczyła 1811 mieszkańców.

## Charakterystyka
- Długość ok. 50 km[3]
- Szerokość ok. 10 km[3]
- Powierzchnia 360 km²[3]

Athos ma w obrębie Grecji status okręgu autonomicznego – oddzielnego departamentu, którego czołowi urzędnicy pobierają państwowe pensje, identyczne z tymi w pozostałych departamentach Grecji. Działa Poczta Grecka oraz kilka państwowych urzędów. Istnieją drogi publiczne (jednak o powierzchni niepokrytej asfaltem). Zarząd sprawowany jest przez zamieszkujących na miejscu mnichów. Athos oddzielony jest od reszty półwyspu granicą lądową, strzeżoną policyjnie. Wjazd odbywa się jedynie drogą morską, przez przystań promową w Uranupoli, pod zauważalnym nadzorem greckich służb specjalnych. Oficjalnym portem półwyspu jest miasteczko Dafni. Duża liczba przystani lokalnych dostępna jest tylko dla stałych mieszkańców.
Turyści na terenie Athos mogą przebywać maksymalnie 3 dni. Po upływie tego czasu mogą ubiegać się o przedłużenie pobytu o dodatkowe kilka dni, w biurze w stolicy Athos – Karyes. Obowiązuje skromny, stonowany ubiór (w praktyce – klasyczna odzież turystyki kwalifikowanej). Pobyt ma charakter pielgrzymki religijnej. Poza akredytowanymi specjalistami, turyści nie mogą posiadać sprzętu fotograficznego. Wymagane są wizy pobytowe, które uzyskuje się bardzo szybko. Wniosek można złożyć na miejscu – w granicznym miasteczku Uranupoli, w Salonikach lub telefonicznie. Wyznawcy innych religii niż prawosławie mogą przebywać na Athos w liczbie łącznej nie większej niż 10 osób na dobę.
Od 1060 na terenie półwyspu nie mogą przebywać kobiety (nawet zwierzęta hodowlane na półwyspie są tylko płci męskiej). Zakaz ten nosi nazwę grecką avaton. Statki i łodzie, na których pokładzie znajdują się kobiety (np. statki turystyczne, bazujące w Uranupoli), nie mogą zbliżyć się do linii brzegowej na odległość mniejszą niż 500 metrów.
W Athos mnisi żyją w surowych warunkach, nierzadko w odosobnieniu. Trudnią się rolnictwem, handlem oraz konserwacją substancji materialnej swych bardzo rozległych klasztorów.
Podobnie jak przed wiekami, niektóre z klasztorów to także poważni udziałowcy na krajowych i międzynarodowych rynkach finansowych (zwłaszcza znany jest w Grecji przykład klasztoru Watopedi).
Region uzyskuje też coroczną dotację z budżetu państwa. Do 2010 wynosiła ona 2,25 mln euro, następnie zmniejszona do 1,45 mln.
W przeszłości liczba mnichów sięgała 20 000 (XV wiek).
Mnisi prawosławni na Athos bardzo gorliwie czczą Matkę Bożą.

## Historia

### Okoliczności powstania wspólnoty mnichów
Według legendy twórcą pierwszego klasztoru na Athos był Konstantyn Wielki, jednak nie istnieją żadne dokumenty, które potwierdzałyby istnienie życia monastycznego w tym miejscu już w tym okresie. Nie ma również jednoznacznych dowodów, jakoby mnisi mieszkali na półwyspie przed okresem ikonoklazmu. Najprawdopodobniej pierwsi asceci osiedlili się na tym obszarze pod koniec VIII stulecia, wykorzystując jego odosobnienie geograficzne. Bardziej zorganizowana wspólnota monastyczna uformowała się na Athos przed rokiem 843, w którym delegacja mnichów z Athos brała udział w uroczystości oficjalnego przywrócenia kultu ikon w Konstantynopolu. Czterdzieści lat później mnisi zostali zwolnieni z podatków na mocy dekretu cesarza Bazylego I. Ten sam dokument nadawał im wyłączną własność ziemi na półwyspie. W tym samym okresie uformowała się wspólna administracja klasztorów Athos – rada tworzona przez mnichów różnych, żyjących niezależnie od siebie wspólnot. W dekretach Leona VI i Romana I z 908 i 934 pojawiają się już odniesienia do starożytnej rady starców. W 985 w dokumentach klasztoru Iwiron znajduje się opis funkcjonowania rady mnichów, określanej jako wielki środek (gr. Megali Messi). Jej siedziba mieściła się w Karies, zaś przewodniczący nosił tytuł protosa. Podstawowym zadaniem rady było interweniowanie w razie sporów między monasterami.
Za początek zorganizowanego na większą skalę życia monastycznego na Athos uważa się powstanie w 963 Wielkiej Ławry (oryg. gr. Meghisti – największa). W pierwszych latach istnienia był to jedynie niewielki budynek z kilkoma celami i kaplicą. Z myślą o przyszłej wspólnocie monastycznej twórca Wielkiej Ławry, Atanazy z Athos, opracował zbiór reguł, porządkujących życie codzienne zakonników, które miało koncentrować się na pracy na roli oraz modlitwie.
Do maja 964 do Atanazego dołączyło 80 mnichów. Wówczas cesarz Nicefor II Fokas nadał Wielkiej Ławrze status najważniejszego klasztoru na górze, podlegającego jedynie sądownictwu cesarskiemu i otrzymującemu co roku wsparcie materialne w postaci zapasów ziarna oraz 244 złotych monet. Przywileje uzyskane przez klasztor Atanazego doprowadziły do sporu między nim a przełożonymi istniejących już wcześniej monasterów na górze. Zarzucili oni Atanazemu niszczenie pierwotnej tradycji klasztorów, które utrzymywały się z własnej pracy mnichów i – poprzez stosowanie surowej ascezy – ograniczały do minimum swoje wydatki. W celu zażegnania sporu cesarz Jan I Tzimiskes wysłał na Athos mnicha Eutymiusza z klasztoru Studion, który przez kolejne kilka miesięcy prowadził rozmowy łącznie z 56 przełożonymi działających na Athos społeczności. Efektem rozmów było zawarcie porozumienia i opracowanie wspólnej reguły, jaką odtąd miały kierować się wszystkie monastery na górze, określonej jako Typikon. Stanowił on nie tylko szczegółowy opis zasad życia w poszczególnych społecznościach, ale i regulował stosunki między nimi. Oryginał Typikonu, spisany na trzymetrowym pasie koziej skóry, jest do dziś przechowywany w archiwach Athos, a jego postanowienia stanowią podstawę prawa obowiązującego we wspólnocie mnichów.

### Rozwój monasterów między X a XII wiekiem
Wzrost liczby mnichów osiedlających się na Athos w X wieku doprowadził do dalszego wzrostu liczby klasztorów. W latach 979–980, na skutek przekroczenia dopuszczalnej na mocy Typikonu liczby mieszkańców Wielkiej Ławry, dla mnichów pochodzących z Iberii powołano klasztor Iwiron. W momencie śmierci Atanazego kroniki athoskie mówią o 46 klasztorach o różnej liczebności. Jednak ze wspólnot, które uformowały się w tym okresie, nieprzerwaną działalność do dziś prowadzą – oprócz Wielkiej Ławry – jedynie cztery: Iwiron, Watopedi, Esfigmentu i Kseropotamu. W XI stuleciu powstały natomiast klasztory Chilandar, Karakallu, Dochiariu i Ksenofontos. Po ich powołaniu liczba zakonników była szacowana na 6 tys. Mnisi żyli nie tylko w największych wspólnotach, ale również w tworzonych przy nich skitach lub też żyli jako anachoreci. Rozwój wspólnoty doprowadził w 1045 do opracowania zmienionej wersji Typikonu, czemu patronował cesarz Konstantyn IX Monomach. W dokumencie tym po raz pierwszy Athos została określona jako Święta Góra, która to nazwa jest używana, jako nieoficjalna, do dziś. Cały XII wiek był dla Athos okresem stabilnego rozwoju. Dokumenty z początku XIII wieku mówią o uformowaniu się na górze 300 niezależnych klasztorów, jednak zdaniem K. Kokkasa są to informacje przesadzone.

### Upadek i odbudowa świetności Athos

Animacja trójwymiarowa szczytu Athos

Po zdobyciu Konstantynopola przez uczestników IV krucjaty Górę Athos uznano za część królestwa Tesaloniki i podporządkowano kontroli katolickiego biskupa Sebasty. Z jego polecenia w sąsiedztwie góry został wzniesiony zamek, którego załoga dokonała szeregu samowolnych napaści na ziemie zamieszkane przez mnichów. Biskup Sebasty nakłaniał ich również do zbiorowego przejścia na katolicyzm. Zakonnicy zwrócili się ze skargą do papieża Innocentego III, który w kwietniu 1210 wydał kolejno dwie bulle w tej sprawie. Potępił w nich działalność żołnierzy finansowanych przez biskupa Sebasty i odebrał mu nadzór nad Athos. W lutym 1214 papież potwierdził dawne przywileje mnichów i wyraził podziw dla prowadzonego przez nich życia. 
W 1274 mnisi z Athos weszli w otwarty konflikt z cesarzem Michałem VIII Paleologiem, który podpisał unię lyońską między Kościołami katolickim i prawosławnym. Jedynie monastery Wielka Ławra i Kseropotamu na pewien czas wyraziły poparcie dla cesarza, z czego zresztą ostatecznie się wycofały. Pozostałe klasztory od początku protestowały przeciwko decyzji władcy. Według tradycji ustnej przekazywanej na Athos, w odwecie wojska bizantyjskie dokonały najazdu na klasztory Zografu, Iwiron i Watopedi, zabijając co najmniej 26 mnichów. K. Kokkas uważa jednak, że planowych represji wobec Athos nie było, zaś grabieże klasztoru były efektem niesubordynacji niektórych oddziałów. Znacznie bardziej tragiczne okazały się dla klasztorów napady zbuntowanych najemników katalońskich, którzy wystąpili z opłacającej ich armii bizantyjskiej w 1305, zaś od 1307 do 1309 przeprowadzili szereg ataków o charakterze łupieżczym na monastery Athos. Efektem było całkowite zniszczenie szeregu wspólnot oraz masowy rabunek tych, które przetrwały. Częściowa odbudowa świetności Athos była możliwa dzięki wsparciu cesarza Andronika II, który opłacił renowację wielu zniszczonych monasterów. Cesarz ten podjął również decyzję o podporządkowaniu dotąd całkowicie autonomicznych wspólnot patriarsze Konstantynopola.
W XIV wieku mnisi z Athos przyczynili się do rozpowszechnienia metody modlitewnej hezychazmu, związanej z tradycją ojców pustyni. Po dłuższych kontrowersjach w 1351 została ona przyjęta jako element duchowości prawosławnej. Rola mnichów z Athos w rozpowszechnieniu hezychazmu stała się jednym z fundamentów ponownego wzrostu prestiżu Świętej Góry.

### Panowanie serbskie
W 1345 półwysep Athos znalazł się pod kontrolą serbską. Natychmiast po tym fakcie król serbski Stefan Urosz IV Duszan ogłosił rozciągnięcie swojej władzy także na Athos, co miało wyrażać się w wymienianiu jego imienia w czasie tradycyjnej modlitwy za władze. Zgodził się w odpowiedzi na uznanie wcześniejszych przywilejów klasztorów oraz wolności osobistej zakonników. W 1347, już jako car, Stefan IV Duszan osobiście przyjechał na Athos, przekazując monasterom szereg cennych darów. Prestiż wizyty był tak wielki, że mnisi zgodzili się na czasowe uchylenie zakazu wstępu kobiet na górę i pozwolili, by carowi towarzyszyła jego żona Jelena. Serbowie zachowali częściowy patronat nad monasterami nawet po tym, gdy zostali wyparci z tych obszarów. Kolejni władcy Serbii opłacili powstanie klasztorów Simonopetra oraz Gregoriu, a także objęli stałą opieką już istniejący Chilandar; wszystkie te monastery były pierwotnie zdominowane przez mnichów serbskich.
W 1350 Athos ponownie znalazł się w granicach Bizancjum. Po 33 latach obszar góry został z kolei podbity przez Turków, mimo podjętych wcześniej starań o obronę klasztorów (wznoszenie murów obronnych). Na zakonników nałożono wysoki okup, jednak władze tureckie nie ingerowały w ich życie. Powrót do Bizancjum nastąpił w 1402. Cesarz Manuel II Paleolog podjął natychmiastowe starania na rzecz poprawy sytuacji wspólnoty. W czerwcu 1406 opublikował nową, po raz kolejny zmodyfikowaną wersję Typikonu. Był to ostatni dokument dotyczący Athos, wydany przez władcę bizantyjskiego. W 1430, po zdobyciu przez Turków Tesalonik, mnisi uznali władzę sułtana.

### Panowanie tureckie

#### XVI–XVIII wiek
Ugodowa postawa mnichów w stosunku do Turków skłoniła sułtana Murada II do potwierdzenia przywilejów, jakie klasztory otrzymały od cesarzy bizantyjskich. Również jego następca Mehmed II Zdobywca potwierdził pełną kontrolę zakonników nad półwyspem i wolność wyznawania przez nich prawosławia. Selim I Groźny rozszerzył nawet zakres przywilejów mnichów. Sułtani wycofali jedynie zwolnienie klasztorów z płacenia podatków. W XVI i XVII wieku stosunki między sułtanatem a Athos uległy jednak stopniowemu pogorszeniu. Podatki płacone przez zakonników zostały podniesione, zaś w 1568 klasztory Wielka Ławra, św. Dionizego, Watopedi, Filotheu, Kutlomusiu i Pantokrator musiały wykupić część ziemi użytkowanej do tej pory, co znacznie pogorszyło ich sytuację materialną. Wobec upadku wielkich monasterów wzrosła liczba mnichów żyjących indywidualnie, w pustelniach i utrzymujących się na własną rękę z uprawy wyznaczonych działek ziemi. Ponadto w 1574 mnisi zdecydowali podnieść znaczenie zgromadzeń zakonników w stosunku do władzy archimandrytów i ihumenów.
W latach 1626–1647 Kościół łaciński podjął starania na rzecz zlokalizowania w kompleksie monasterów Athos jednego klasztoru katolickiego. W latach 1627–1628 na górze, za zgodą jej prawosławnych mieszkańców, przebywali dwaj mnisi katoliccy. Rokowania z radą mnichów Athos prowadził jezuita Izaak Aultry, który zajmował się też gromadzeniem funduszy na budowę nowego klasztoru. Według ogłoszonych w 1650 planów miał on zostać wzniesiony w sąsiedztwie Wielkiej Ławry. Śmierć Aultry'ego i sprzeciw rady mnichów Athos uniemożliwił jednak realizację tych zamiarów.
XVIII stulecie stało się okresem znaczącej poprawy sytuacji klasztorów Athos. Zaczęły one bowiem otrzymywać pomoc finansową ze strony carów rosyjskich oraz władców Mołdawii i Wołoszczyzny. W ciągu tego wieku mnisi otrzymali nie tylko wsparcie pieniężne umożliwiające im renowację podupadłych klasztorów, ale i liczne nadania ziemskie poza granicami Athos. Ponadto w połowie stulecia patriarcha Konstantynopola Cyryl V postanowił podjąć działania na rzecz podniesienia poziomu wykształcenia mnichów z Athos. W 1748 przy klasztorze Watopedi powstała Akademia, w której studenci uczyli się języka greckiego, logiki, filozofii oraz teologii. Początkowo otwarta jedynie dla mnichów, uczelnia z czasem dopuściła studentów świeckich. Akademia przestała jednak istnieć już w 1760, po pożarze jej zabudowań.
W latach 1780 i 1783 doszło do kolejnych zmian ustroju administracyjnego Athos. Gabriel IV w dwóch zmodyfikowanych Typikonach ograniczał wpływy największych klasztorów (Wielkiej Ławry, Watopedi oraz Iwironu) poprzez ustanowienie zasady reprezentacji wszystkich monasterów w organach zarządzających całym półwyspem: Świętej Komisji oraz Radzie Centralnej. W 1789 na Athos powstała pierwsza drukarnia.

#### XIX wiek i okres dominacji rosyjskiej

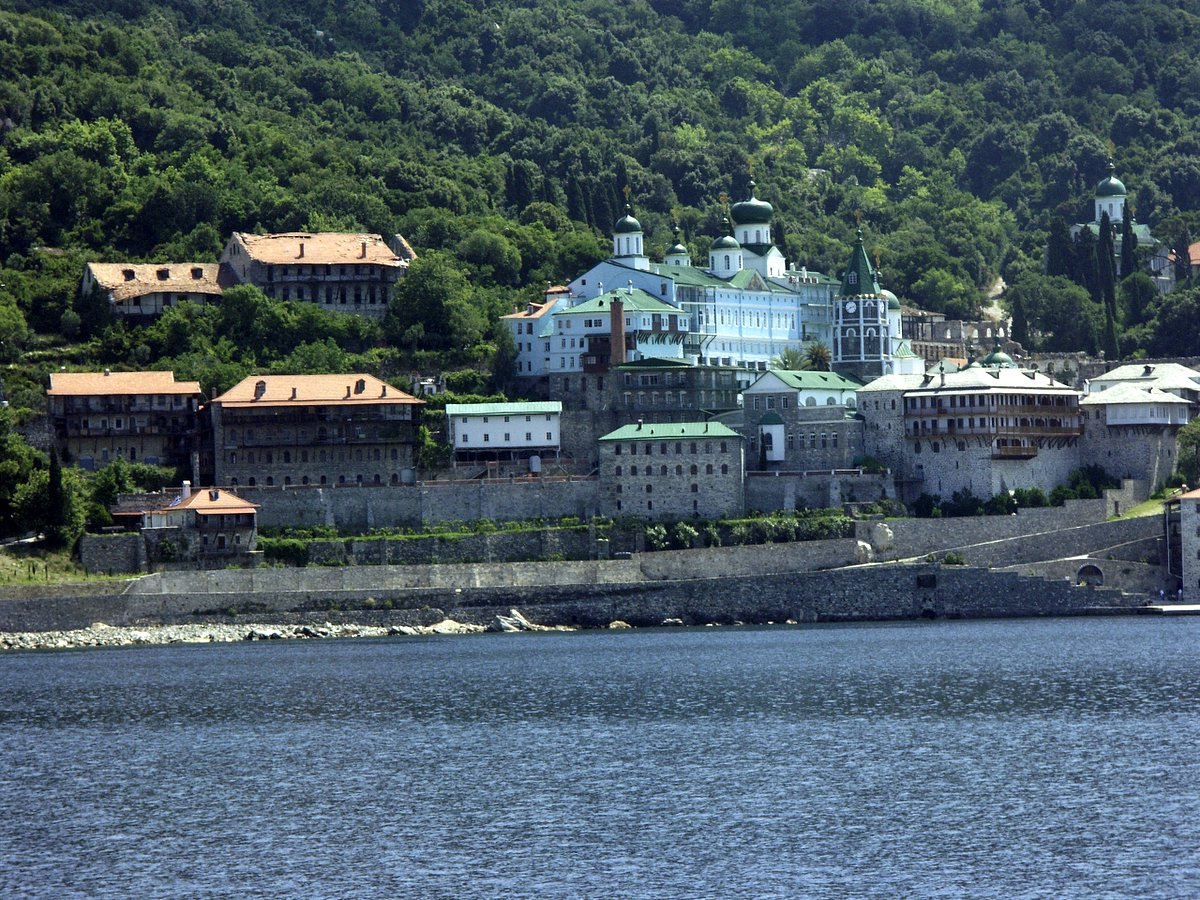
Rosyjski klasztor św. Pantelejmona

Zakonnicy Athos spontanicznie poparli wybuch wojny o niepodległość Grecji, a kilkuset z nich porzuciło klasztory, by dołączyć do oddziałów greckich. W związku z tym od 1822 Turcy rozpoczęli ekspedycje karne przeciwko Athos. W samym roku 1822 spalone zostały klasztory Esfigmenu i Wielka Ławra, zaś pozostałe monastery – splądrowane. Na terenie półwyspu zlokalizowano trzytysięczny stały garnizon, którego żołnierze pozostawali w monasterach do 1830, żyjąc na koszt mnichów. Dodatkowo podatki, które płaciły klasztory, zostały podwojone. Do wycofania się wojsk tureckich wielu zakonników uciekło z Athos razem ze szczególnie cennymi ikonami i relikwiami. Dopiero po 1830 zakonnicy zaczęli powracać na górę. Od 1833 odnotowano również znaczący wzrost ilości mnichów narodowości serbskiej, bułgarskiej oraz rosyjskiej.
Na dalszy rozwój monasterów Athos szczególny wpływ miała ta ostatnia grupa, której wzrost liczebny był inspirowany przez władze carskie. Rosjanie od 1829 posiadali nieograniczony dostęp do półwyspu na mocy traktatu w Andrianopolu. W związku z tym carowie traktowali zdobycie kontroli nad Athos jako środek dla zdobycia stałej bazy w basenie Morza Śródziemnego. Nakłady finansowe władz carskich, przeznaczane na remonty istniejących monasterów i budowę nowych pozwoliły na znaczącą rozbudowę rosyjskiego (pierwotnie greckiego) klasztoru św. Pantelejmona oraz otwarcie skitów rosyjskich: św. Andrzeja, Nea Thebais oraz Chromitsa. Wsparcie rosyjskie było tym istotniejsze dla funkcjonowania Athos, że od 1863 mnisi stracili majątki ziemskie w Mołdawii i na Wołoszczyźnie. W związku z szybkim rozwojem klasztoru św. Pantelejmona mnisi rosyjscy otrzymali w 1875 r. 1 głos w dwudziestoosobowym Świętym Zgromadzeniu, zarządzającym całą górą. Powstanie nowych monasterów o charakterze rosyjskim blokował jednak typikon Athos, według którego nie należało zwiększać liczby istniejących 20 klasztorów głównych. W związku z tym działania władz carskich były ukierunkowane na jak największy wzrost prestiżu klasztoru św. Pantelejmona oraz skitów rosyjskich. Symbolicznym tego wyrazem było zlokalizowanie skitu św. Andrzeja w bezpośrednim sąsiedztwie stolicy półwyspu tak, by jego wieże górowały nad siedzibą Świętego Zgromadzenia.
Mnisi rosyjscy na Athos stale podkreślali swoją odrębność narodową od zakonników greckich oraz wierność Imperium Rosyjskiemu. W 1895 ich łączna liczba wynosiła 1000, w 1902 już 3469, co dawało Rosjanom przewagę liczebną nad Grekami (3276 mnichów). W momencie wyzwolenia Salonik i wcielenia Athos do Grecji 2 listopada 1912, na 3207 zakonników greckich przypadało 3615 Rosjan. W związku z liczebną dominacją Rosjan wysunęli oni w 1913 żądanie przekazania im klasztoru Iwiron (powstałego jako gruziński). Jeszcze w 1914 rosyjski Świątobliwy Synod Rządzący bezskutecznie negocjował z patriarchą konstantynopolitańskim Joachimem III w sprawie możliwości nadania trzem rosyjskim skitom statusu monasterów.
Tendencję do dalszego wzrostu wpływów Rosjan na Athos odwrócił dopiero zbrojna likwidacja samodzierżawia i rewolucja październikowa, która oznaczała koniec finansowania przez rząd rosyjski (bolszewicki) wszelkich inicjatyw prawosławnych za granicą. Według danych z 2010 liczba mnichów rosyjskich na Athos spadła w ciągu XX wieku do ok. 100. Rosyjski Kościół Prawosławny ponownie wzmacnia swoją obecność w klasztorach Świętej Góry. 
Od 1902 r. rozpoczęto częściową elektryfikację klasztorów Athos, rozpoczętą przez monaster Watopedi.

### W granicach Grecji

#### Kształtowanie się sytuacji prawnej Athos
Po zajęciu Świętej Góry przez flotę grecką przedmiotem dyskusji stał się przyszły status obszaru zamieszkanego przez mnichów. Rosja wysunęła propozycję uczynienia Athos strefą neutralną pod honorową opieką krajów, w których prawosławie było religią dominującą. Koncepcja ta została jednak odrzucona przez rząd grecki, pragnący zachować grecki charakter Athos. W 1913 na mocy traktatu w Bukareszcie została uznana grecka dominacja na górze, zaś 3 października 1913 Święte Zgromadzenie zaakceptowało przyszły status Athos jako niezależnej prowincji na terytorium Grecji.
W latach 1916–1919 obszar Athos, podobnie jak cała Grecja północna, znajdował się pod kontrolą angielsko-francuską jako strefa neutralna. W styczniu 1917 doszło do ataku oddziału francusko-rosyjskiego na monastery Watopedi, św. Pantelejmona oraz Zografu, uzasadnionego podejrzeniem o współpracę zakonników z Niemcami. Część mnichów została zmuszona do opuszczenia półwyspu, zaś żołnierze opieczętowali skarbiec Athos. Ostatecznie państwo greckie odzyskało kontrolę nad górą na mocy traktatów w Neuilly i Sevrès. W 1927 konstytucja Grecji uszczegółowiła status prawny wspólnoty.

#### II wojna światowa i wojna domowa
W kwietniu 1941, po niemieckiej inwazji na Grecję, Athos znalazł się pod osobistą opieką Adolfa Hitlera, do którego zakonnicy wystosowali prośbę o uszanowanie szczególnego statusu góry. W rezultacie wojska niemieckie nigdy nie weszły na półwysep poza punkt obserwacyjny, założony na jego południowo-wschodnim krańcu. Niemiecka protekcja uchroniła Athos przed przymusową bułgaryzacją. Po zakończeniu wojny grupa mnichów bułgarskich i rosyjskich została skazana na rok więzienia za współpracę z hitlerowcami.
W kwietniu 1944, po wyparciu Niemców z regionu, Athos zajęli partyzanci z ELAS, którzy wycofali się z półwyspu po pięciu miesiącach. W czasie greckiej wojny domowej, głównie w roku 1948, kilka klasztorów doznało szkód ze strony oddziałów Demokratycznej Armii Grecji (DSE). Partyzanci wielokrotnie atakowali chroniące Athos posterunki policji, by następnie rekwirować klasztorom zapasy żywności, odzieży, materiałów medycznych, sprzęt łączności itp. W rok później góra oficjalnie przeszła ponownie pod zarząd rządowy.

#### II poł. XX i XXI w.
W 1950 klasztory Athos zamieszkiwało 1950 zakonników, co skłaniało wielu obserwatorów do pesymistycznej oceny przyszłości republiki mnichów. W 1963 miały miejsce uroczyste obchody tysiąclecia istnienia Athos. Mimo ogromnego prestiżu uroczystości, jeszcze do 1971 utrzymał się malejący wskaźnik ilości powołań. W 1968 na górze stale przebywało 1268 osób. W 2005 liczba ta była szacowana na 1400 zakonników. Spis ludności Athos z 2001 wymienia 2262 stałych mieszkańców góry, nie wskazując jednak, ilu z nich było mnichami, ilu zaś – pracownikami świeckimi. W 2011 liczba ta spadła do 1830 osób.
Według danych z początku XXI w. zauważalny jest spadek liczby mnichów żyjących w 20 głównych monasterach Athos, gdyż zakonnicy przenoszą się do mniejszych, podległych im wspólnot, nierzadko doprowadzając do reaktywacji tych, które były od pewnego czasu porzucone. Napływający do klasztorów nowi kandydaci na mnichów pochodzą nie tylko z krajów tradycyjnie prawosławnych, mających związki ze Świętą Górą (Grecja, Serbia, Bułgaria, Rosja), ale i z obszarów, gdzie prawosławie jest religią mniejszości narodowych lub konwertytów oraz gdzie działają misje tego wyznania: Wielkiej Brytanii, Francji, Holandii, Niemiec, Peru, krajów afrykańskich. W 2007 ponad 1/4 wszystkich zakonników Athos posiadała wykształcenie wyższe, zaś tylko niecałe dwa procent nie ukończyło żadnej szkoły. 
Ostatnia wersja konstytucji greckiej z 1975 w wyczerpujący sposób reguluje status Athos jako obszaru autonomicznego pod władzą rządu Grecji i jurysdykcją religijną patriarchy Konstantynopola (nie zaś autokefalicznego prawosławnego Kościoła Grecji). Półwyspem zarządzają organy powoływane przez 20 autonomicznych klasztorów; zabroniona jest wszelka modyfikacja ich liczby oraz relacji między nimi (hierarchiczna kolejność monasterów). Wszyscy mnisi podejmujący życie na Athos są automatycznie uznawani za osoby narodowości greckiej. Nie ma natomiast możliwości zamieszkania na półwyspie dla osób niebędących wyznawcami prawosławia. Szczególny status Athos reguluje artykuł 105 konstytucji Grecji.
Athos nie jest podłączony do krajowej sieci energetycznej, jednak w monasterach są wykorzystywane urządzenia elektryczne, na ograniczoną skalę również samochody, łodzie motorowe oraz komputery. Od 1997 na terenie półwyspu znajduje się antena telefonii komórkowej. Stopień wprowadzania na Athos nowych urządzeń technicznych pozostaje jednak przedmiotem dyskusji we wspólnocie.

## Struktura wspólnoty mnichów

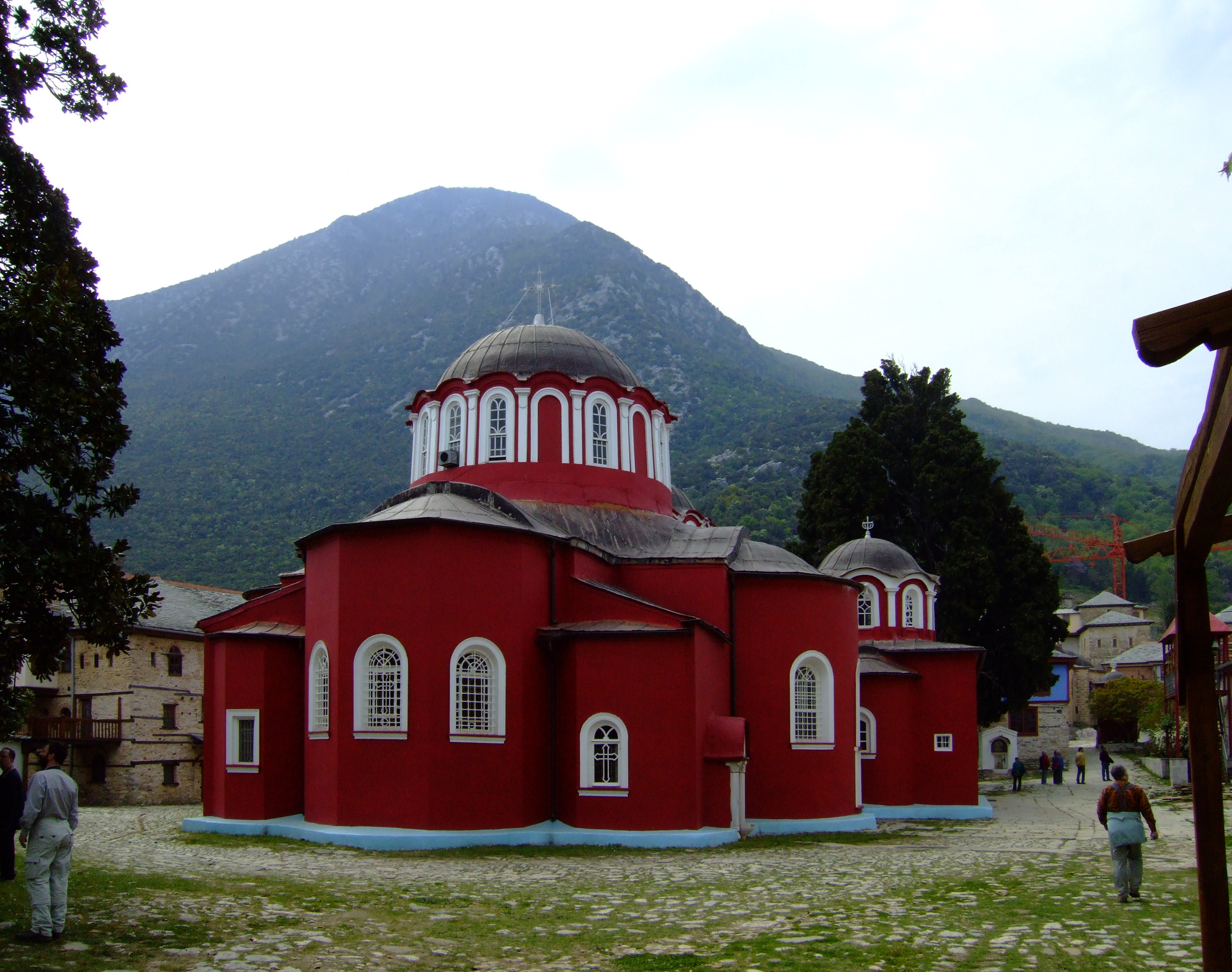
Katholikon Wielkiej Ławry

Ze względu na wielką wartość historyczną i kulturalną Athos został wpisany na listę światowego dziedzictwa kulturowego UNESCO.

### Święte Zgromadzenie
Centralną władzą Athos jest sprawowany przez Święte Zgromadzenie (gr. Iera Koinotis). Jego siedzibą jest Karies. Święte Zgromadzenie liczy 20 przedstawicieli klasztorów Athos i spotyka się na posiedzeniach dwa razy w tygodniu. Decyzje dotyczące całej społeczności podejmowane są większością głosów. Święte Zgromadzenie nie stanowi organu zwierzchniego wobec poszczególnych monasterów, lecz zajmuje się mediacją między nim w razie konfliktów oraz koordynuje współpracę między nimi. Jego organem wykonawczym jest Święta Komisja.

### Klasztory
Wspólnotę góry Athos tworzy 20 monasterów, wymienianych zawsze w stałej kolejności. Liczba ta i hierarchia mają charakter stały. Są to:
1. Wielka Ławra – Meghisti Laura
2. Klasztor Watopedi (grecki)
3. Klasztor Iwiron (grecki, dawniej gruziński)
4. Klasztor Chilandar (serbski)
5. Klasztor św. Dionizego (grecki)
6. Klasztor Kutlumus (grecki)
7. Klasztor Pantokratora (grecki)
8. Klasztor Kseropotamu (grecki)
9. Klasztor Zografu (bułgarski)
10. Klasztor Dochiariu (grecki)
11. Klasztor Karakalu (grecki)
12. Klasztor Filoteu (grecki)
13. Klasztor Simonopetra (grecki)
14. Klasztor św. Pawła (grecki)
15. Klasztor Stawronikita (grecki)
16. Klasztor Ksenofonta (grecki)
17. Klasztor Grigoriu (grecki)
18. Klasztor Esfigmenu (grecki)
19. Klasztor św. Pantelejmona (rosyjski)
20. Klasztor Kastamonitu (grecki)

Wszystkie monastery Athos wzniesione są według stałego planu architektonicznego, którego celem jest zapewnienie klasztorom bezpieczeństwa. Centralnym punktem kompleksu zabudowań każdego klasztoru jest główna świątynia – katholikon. Budynki mieszkalne i użytkowe są wzniesione wokół dziedzińca otaczającego katholikon oraz otoczone murami. Całość jest rozplanowana na rzucie trapezu lub równoległoboku. Wjazd na teren monasteru jest możliwy przez jedyną bramę, która jest dodatkowo umocniona i zamykana każdorazowo w momencie zachodu słońca. Część klasztorów posiada dodatkowo wysokie wieże obronne.
Każdy z monasterów jest kierowany przez przełożonego, którego w tajnym głosowaniu wybiera cała wspólnota monasteru. Urząd ten zwyczajowo pełniony jest dożywotnio. W zarządzaniu klasztorem przełożonemu pomaga rada starszyzny (gr. gerontia).

### Mniejsze jednostki życia monastycznego
Oprócz 20 monasterów, na Athos działają mniejsze społeczności mnichów lub też miejsca, w których mogą żyć zakonnicy-pustelnicy. Ilość społeczności nieposiadających statusu monasterów nie jest ograniczona i ulega stałej zmianie. Zależnie od ilości zamieszkujących je mnichów posiadają one status:
- skitów (w 2005),
- kaliwii (z gr. chaty),
- kelii (z gr. cele),
- katism (z gr. chaty),
- hezychasterii (pustelni)[62].

#### Skity
Skity Athos dzielą się na cenobityczne i idiorytmiczne. Skit cenobityczny jest zarządzany na zasadach analogicznych, jak główne monastery. Skit idiorytmiczny ma formę zespołu mniejszych kaliwii, w których mnisi zamieszkują w małych grupach, od 6 do 12 osób. Tego rodzaju skitem zarządza dikaios, wybierany przez zgromadzenie zakonników na okres 1 roku.
W 2005 na Athos działały następujące skity (wymieniono w kolejności chronologicznej powstania):
- Święta Anna, skit Wielkiej Ławry
- Święty Demetriusz, skit Watopedi
- Prodromu, skit Iwironu
- Kafsokaliwia, skit Wielkiej Ławry
- Nea Skete, skit klasztoru św. Pawła
- Ksenofontos, skit Ksenofontos
- Lakkos, skit klasztoru św. Pawła
- Skit Świętego Pantelejmona, skit Kutlomusiu
- Bogorodica, skit klasztoru św. Pantelejmona
- Profitu Iliu, skit Pantokratora
- Skit św. Andrzeja, skit klasztoru św. Pantelejmona
- Timiu Prodromu, skit Wielkiej Ławry

Mianem kelli określane są społeczności liczące do 12 zakonników, położone w oddaleniu od większych klasztorów lub skitów. Nie posiadają one przełożonego, a jedynie ojca duchowego, starca, którego przewodnictwo nie jest sformalizowane. Kellie są samowystarczalne ekonomicznie, muszą jednak pozostawać pod zarządem jednego z 20 klasztorów.
Katisma jest budynkiem umieszczonym w znacznym oddaleniu od innych społeczności, zamieszkiwanym przez jednego mnicha, który otrzymał dożywotnie zezwolenie przełożonego macierzystego klasztoru na prowadzenie życia w odosobnieniu. Hezychasterię od katismy odróżnia jeszcze większy poziom ascezy i maksymalne ograniczanie pożywienia i kontaktu z innymi, jakie narzucają sobie żyjący w nich mnisi.

## Reguła życia mnichów
Podstawą reguły obowiązującej na Athos pozostają wytyczne założycieli klasztorów z X wieku. Podobnie jak w wypadku innych chrześcijańskich wspólnot monastycznych, za filary życia zakonnika uważa się czystość, ubóstwo i posłuszeństwo.
Warunkiem przyjęcia do jednego z klasztorów Athos jest ukończenie 18 lat, uregulowanie kwestii stanu cywilnego i kwestii spadkowych oraz wyrażenie nieprzymuszonej woli dołączenia do wspólnoty monastycznej. Nowicjusze są zobowiązani do zerwania wszystkich związków ze światem świeckim. Zwyczajowy okres próby, poprzedzający złożenie ślubów wieczystych, trwa dwa lata.
Wszystkie monastery Athos posiadają identyczny, ściśle uregulowany rozkład dnia:
- 4.00 – modlitwy poranne oraz nabożeństwo jutrzni, Boska Liturgia
- ok. 7.00 – posiłek,
- do godz. 12.00 – praca na rzecz monasteru,
- 12.00–15.00 – odpoczynek,
- ok. 15.00 – praca na rzecz monasteru,
- ok. 17.00 – nieszpory, bezpośrednio po nabożeństwie – posiłek, następnie kompleta i czas na indywidualne modlitwy w celach[69].

### Działalność społeczna zakonników
Góra Athos jest ośrodkiem pielgrzymkowym, do którego przybywa każdego roku kilka tysięcy gości. 
W II poł. XX wieku zwiększyła się również skala zaangażowania mnichów z Athos poza monasterami: mnisi występują na publicznych spotkaniach z wiernymi, publikują pisma religijne, zbiory pouczeń duchowych oraz książki poświęcone bieżącym problemom Kościoła i społeczeństwa, jak również oferują osobom świeckim stałą opiekę duchową. 
Mnisi z Athos tradycyjnie utożsamiają się z najbardziej konserwatywnymi nurtami w teologii prawosławnej, czego wyrazem jest m.in. ich postawa antyekumeniczna. W 2006, po spotkaniach Benedykta XVI z patriarchą konstantynopolitańskim Bartłomiejem oraz arcybiskupem Aten i całej Grecji Chrystodulosem, mnisi Athos przesłali do jednego z dzienników greckich list otwarty, w którym pisali m.in.:

Papież nie wycofał się ze swoich heretyckich nauk i polityki, lecz, przeciwnie, wyraźnie promuje Unię z zachowaniem dogmatów o prymacie i nieomylności papieża, uczestniczy we wspólnych modlitwach międzywyznaniowych oraz dąży do ustanowienia pan-religijnej hegemonii Rzymu (…) W związku z tym dialogowi teologicznemu nie powinny towarzyszyć wspólne modlitwy ani uczestnictwo we wspólnej liturgii, ani żadne inne działania, które mogłyby sprawiać wrażenie, że Kościół prawosławny uznaje Kościół katolicki za pełnoprawny, a papieża za prawowitego Biskupa Rzymu.

Szczególnie radykalne stanowisko antyekumeniczne przyjęła w 1972 wspólnota klasztoru Esfigmenu, jednego z monasterów Athos. W odpowiedzi na wycofanie przez patriarchę Atenagorasa anatemy rzuconej na Kościół zachodni, mnisi z Esfigmenu wypowiedzieli mu posłuszeństwo i ogłosili zerwanie związku z pozostałymi klasztorami na górze. Nie opuścili jednak budynków klasztoru i pozostają w nich także po tym, gdy w 2002 patriarcha Konstantynopola Bartłomiej ogłosił ich wykluczenie ze wspólnoty Kościoła Prawosławnego. Jako swoją dewizę zbuntowana wspólnota przyjęła hasło Prawosławie albo śmierć.